# Retrait soviétique d'Afghanistan

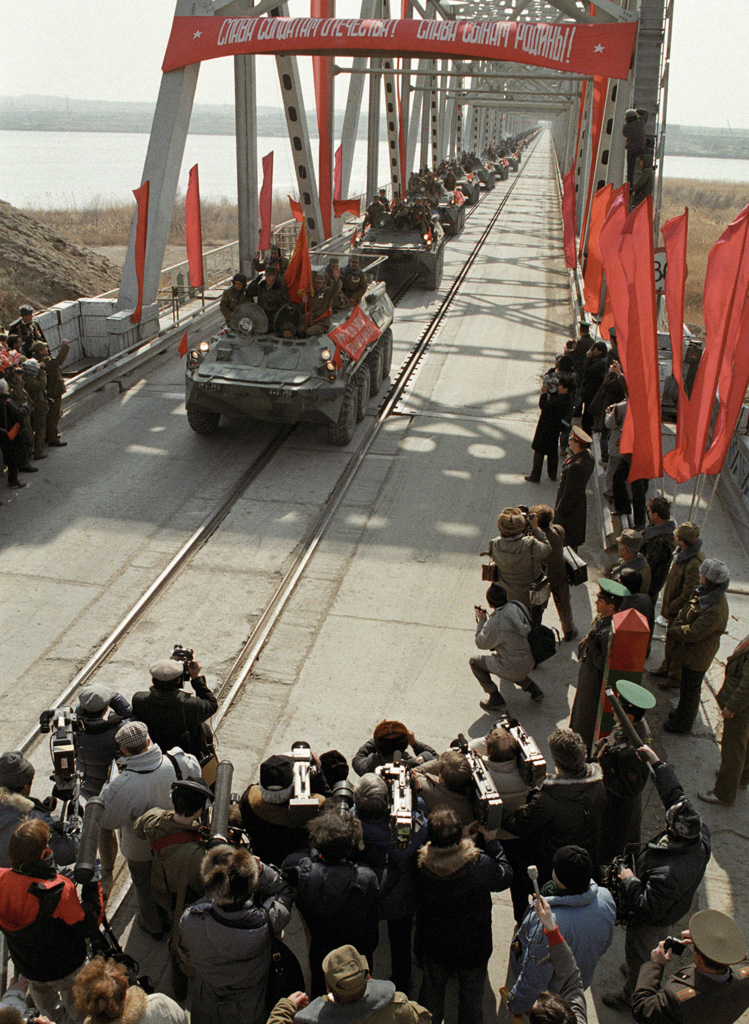
Troupes sur le pont de l'Amitié Afghanistan-Ouzbékistan.

Le retrait des troupes militaires soviétiques d'Afghanistan a lieu entre le 15 mai 1988 et le 15 février 1989, mettant ainsi fin à la guerre d'Afghanistan.
Sous la direction du colonel-général Boris Gromov — qui fut symboliquement le dernier soldat à quitter le territoire afghan — et en vertu des accords de Genève du 15 avril 1988, dans la première période de trois mois, 50 183 soldats se sont retirés et 50 100 autres sont partis entre août 1988 et février 1989.
Lors du retrait vers la frontière, les convois de troupes ont été la cible d'attaques par des combattants afghans. 523 soldats soviétiques sont ainsi tués lors du retrait.

## Événements ayant conduit au retrait militaire
Comprenant que la situation économique et internationale difficile de l'Union soviétique était compliquée par son implication dans la guerre d'Afghanistan, Gorbatchev avait décidé de chercher un retrait d'Afghanistan et avait obtenu le soutien du Politburo pour le faire en octobre 1985:193,:74. Plus tard, il a renforcé sa base de soutien au plus haut niveau du gouvernement soviétique en élargissant le Politburo avec ses alliés:248. Pour répondre aux attentes nationales et étrangères, Gorbatchev visait à se retirer après avoir obtenu un certain succès. À l'intérieur, Gorbatchev a été contraint de satisfaire le complexe militaro-industriel belliciste, la direction militaire et les agences de renseignement:119, plus tard, Gorbatchev dira à l'envoyé de l'ONU Diego Cordovez que l'impact du lobby de la guerre ne doit pas être surestimé ; Cordovez rappelle que les conseillers de Gorbatchev n'étaient pas unanimes dans cette déclaration, mais tous sont convenus que les désaccords avec les États-Unis, le Pakistan et les réalités de Kaboul ont joué un rôle plus important dans le retard du retrait:245.
À l'étranger, Gorbatchev vise à conserver son prestige aux yeux des alliés du tiers-monde. Il considère, comme les dirigeants soviétiques avant lui, que seul un retrait digne était acceptable:117. Cela a nécessité la création d'une stabilité en Afghanistan, ce que l'Union soviétique tentera d'accomplir jusqu'à son retrait final en 1988-1989:75,:208. Trois objectifs ont été considérés par Gorbatchev comme les conditions nécessaires au retrait : la stabilité interne, une intervention étrangère limitée et la reconnaissance internationale du gouvernement communiste de la République démocratique d'Afghanistan:93.